# K-496 Borissoglebsk
Le K-496 puis K-496 Borissoglebsk (en russe : К-496 « Борисоглебск ») est un sous-marin nucléaire lanceur d'engins du projet 667BDR « Kalmar » (code OTAN : classe Delta III) en service dans la Marine soviétique puis dans la Marine russe.  

## Service
Le K-496 est inscrit sur les listes de la Marine soviétique le 11 mars 1975. Sa quille est posée le 23 septembre 1975. 
Le 25 juillet 1977, il est reclassé en « croiseur sous-marin lance-missiles stratégique » (RPKSN). Le 30 septembre, la première divergence de ses réacteurs nucléaires a lieu. Le 11 novembre, le pavillon de la marine soviétique est hissé à bord au cours de la première cérémonie des couleurs.
Le 17 février 1978, le K-496 est affecté à la 13e division de sous-marins de la 3e flottille de la Flotte du Nord, stationnée dans la baie d'Olenia. Du 20 janvier au 1er avril 1979, le bâtiment effectue une mission opérationnelle avec son premier équipage.
En juin 1982, il effectue une deuxième mission opérationnelle avec le deuxième équipage du K-211. Une fuite se déclare au niveau du circuit primaire d'un générateur de vapeur PG-4t en un point hors d'atteinte, du fait d'un défaut de construction. En
1983, une deuxième fuite survient au niveau du générateur de vapeur.
Du 12 juillet 1985 au 14 février 1986, le sous-marin est placé en IPER au chantier de réparation navale SRZ Zvezdochka au cours de laquelle ses générateurs de vapeur PG-4t sont remplacés par des générateurs PG-54t. Au printemps 1986, il procède à des essais en mer dans l'océan Arctique avant de reprendre du service. Du 14 septembre au 6 octobre, il est envoyé en mission opérationnelle avec le deuxième équipage. Il procède avec tests du système d'armes en mer au niveau du pôle Nord. Le 7 novembre, il est affecté à la 31e division de la 3e flottille de flotte du Nord, stationnée dans la baie de Saïda.
De 19 juin 1991 au 31 janvier 1993, le K-496 est placé en IPER au chantier naval SRZ Zvezdochka un sonar Avrora-1 est installé à bord. Le 3 juin 1992, il est reclassé en « croiseur nucléaire sous-marin stratégique » (APKSN). Le 21 décembre il procède à des essais de marche en mer Blanche malgré des conditions de glace difficiles. Le 31 janvier 1993, il regagne la baie de Saïda.
Il reçoit un prix du Commandant-en-chef de la Marine pour la préparation missiles en 1997, puis à nouveau en 1998 et en 1999. Il effectue une mission opérationnelle entre le mois de décembre 1997 et le 16 février 1998 avec le premier équipage. Il tire en plongée un missile balistique d'exercice à une date non précisée.
Le 11 janvier 1999, il reçoit le parrainage des autorités de la ville de Borissoglebsk, située dans l'oblast de Voronej, et est renommé K-496 Borissoglebsk. De 24 mars au 2 avril, il embarque à son bord le Commandant-en-chef de la Flotte, et procède à un tir de missile réussi. En mai 1999, assure la permanence opérationnelle nucléaire, dans un groupe tactique avec le K-328 Leopard. En octobre, le K-496 effectue une sortie à la mer avec des responsables des bureaux d'étude et de construction de sous-marins et de missiles.
Du 3 au 6 avril 2000, il prend part à un exercice tactique avec d'autres éléments de flotte du Nord, sous la conduite du 2e équipage. Un tir de missile conclut l'exercice en présence du président de la fédération de Russie Vladimir Poutine.  
En juin 2004, le K-496 est affecté à la 12e escadre de sous-marins, stationnée à la base navale de Gadjievo. Le 8 septembre, il procède à tir réussi d'un missile d'exercice depuis la mer de Barents vers le polygone de Koura, au Kamtchatka.
Le 19 juin 2005, sortie en mer avec l'archevêque de Mourmansk et de Montchegorsk. Le 21 juin, il procède au lancement du satellite voile solaire Cosmos 1 à 19 h 46 UTC depuis la mer de Barents. Le lancement est un échec, le missile s'autodétruit au bout de 83 secondes de vol. En juillet, le K-496 Borissoglebsk lance un missile modifié pour le programme Demonstrator depuis la mer de Barents. Le 28 septembre, un lancement du programme Demonstrator est reporté du fait d'une avarie de batterie dans le système de lancement. Le 7 octobre, lancement réussi du missile Volna depuis la mer de Barents (Demonstrator-D2-R) avec le deuxième équipage du K-44 Riazan. Le lendemain, 8 octobre, le K-496 Borissoglebsk procède au tir réussi d'un missile RSM-50 non modifié depuis la mer Blanche vers le polygone de Koura.
En mars 2006, le sous-marin est placé en IPER au chantier naval Sevmash. Le 9 décembre 2008, l'IPER est définitivement abandonnée, du fait du manque de moyens financiers et le sous-marin est rayé de la liste navale, avant démantèlement. 
Le 14 août 2009, la dernière cérémonie des couleurs a lieu au chantier Zvezdochka. Le 24 décembre le déchargement du combustible nucléaire des réacteurs débute. Le Canada finance en partie l’opération, alors que les États-Unis financent le démantèlement du compartiment missiles du sous-marins. Le 11 mars 2011, le démantèlement est achevé.
Au cours de sa carrière, le K-496 Borissoglebsk procède à 22 missions opérationnelles, dont trois dans les environs du pôle Nord, à 28 permanences opérationnelles et à 31 lancements de missiles.